# Ramonia microspora
Ramonia microspora är en lavart som beskrevs av Vezda. Ramonia microspora ingår i släktet Ramonia och familjen Gyalectaceae.   Inga underarter finns listade i Catalogue of Life.